# Heli Rantanen
Heli Orvokki Rantanen (ur. 26 lutego 1970 w Lammi) – fińska lekkoatletka specjalizująca się w rzucie oszczepem.
W 1991 zajęła 9. miejsce w mistrzostwach świata, a rok później zajęła 6. miejsce w igrzyskach olimpijskich w Barcelonie. W 1996 zdobyła tytuł mistrzyni olimpijskiej. Uzyskała wówczas wynik 67,94 m i pokonała o ponad 2 metry reprezentantkę Australii Louise McPaul.
Była pierwszą kobietą z krajów nordyckich, która została mistrzynią olimpijską w lekkoatletyce.